# Пучкобровая гадюка
Пучкобровая гадюка (лат. Bitis cornuta) — змея из рода африканских гадюк.

## Внешний вид
Толстая гадюка около 50 см длиной с килеватой чешуёй и пучком из 2,3 или 4 рожек над каждым глазом. Серовато-коричневого цвета с 4 рядами палевых по краям тёмно-коричневых неровных пятен вдоль спины. Сверху на голове тёмный отчётливый рисунок.

## Распространение и образ жизни
Обитает в песчаных и скалистых участках в Южной Африке. Питается ящерицами, грызунами и амфибиями. Живородящая. В выводке до 20 особей.